# جنی هوهلمن
جنی هوهلمن (انگلیسی: Jenny Hjohlman؛ زادهٔ ۱۳ فوریهٔ ۱۹۹۰) بازیکن فوتبال اهل سوئد است.
از باشگاه‌هایی که در آن بازی کرده‌است می‌توان به اومئا آی‌کی اشاره کرد.
وی همچنین در تیم ملی فوتبال زنان سوئد بازی کرده‌است.